# エリック・ジェイコブセン (化学者)
エリック・ニールズ・ジェイコブセン（Eric Niels Jacobsen、1960年2月22日 - ）はアメリカ合衆国の有機化学者。ハーバード大学教授。ジェイコブセン・香月エポキシ化反応の開発や、不斉触媒反応の研究で知られる。

## 経歴
1960年にニューヨークで生まれる。1982年ニューヨーク大学卒業後、1986年カリフォルニア大学バークレー校でロバート・バーグマンの下でPh.D.を取得した。その後、マサチューセッツ工科大学のバリー・シャープレスの研究室に博士研究員として参加。1988年、イリノイ大学アーバナ・シャンペーン校助教授、1993年からハーバード大学に移籍し、現在まで現職。

## 主な受賞歴
- 2004年 化学パイオニア賞
- 2010年 野依賞
- 2011年 名古屋メダル ゴールドメダル[2]
- 2012年 キラリティーメダル
- 2013年 レムセン賞
- 2016年 アーサー・C・コープ賞
- 2018年 クラリベイト・アナリティクス引用栄誉賞
- 2024年 ウィラード・ギブズ賞、ウェルチ化学賞、テトラヘドロン賞
- 2025年 ロジャー・アダムス賞

## 参照
- Jacobsen Group